# Texas Kid
Texas Kid (Three Texas Steers) è un film del 1939 diretto da George Sherman.
È un film western statunitense con John Wayne, Ray Corrigan e Max Terhune i cui personaggi cercano di salvare un circo dal fallimento. Fa parte della serie di 51 film western a basso costo dei Three Mesquiteers, basati sui racconti di William Colt MacDonald e realizzati tra il 1936 e il 1943. Wayne partecipò ad otto di questi film.

## Produzione
Il film, diretto da George Sherman su una sceneggiatura di Betty Burbridge e Stanley Roberts, fu prodotto da William Berke per la Republic Pictures e girato nel ranch di Corriganville, a Simi Valley in California nel marzo del 1939.

## Distribuzione
Il film fu distribuito con il titolo Three Texas Steers negli Stati Uniti nel 1939 al cinema dalla Republic Pictures. È stato distribuito anche in Italia con il titolo Texas Kid.